# Umi (Fukuoka)
Umi (宇美町?) è una cittadina giapponese della prefettura di Fukuoka.